# Club de Deportes La Serena
El Club de Deportes La Serena S.A.D.P. és un club de futbol xile de la ciutat de La Serena.
Els antecedents del club són a la selecció de futbol de La Serena, campiona amateur els anys 1949, 1951 i 1954. El club va ser fundat el 9 de desembre de 1955. En la seva primera temporada a segona divisió acabà segon, per darrere de la Universidad Católica.

## Palmarès
- Segona divisió xilena de futbol: 

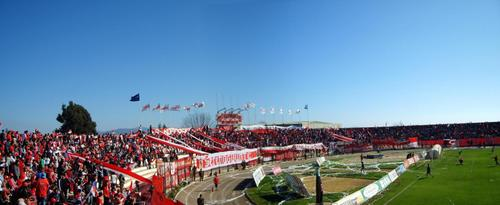
Seguidors a l'estadi.

  - 1957, 1987, 1996
- Copa xilena de futbol: 
  - 1960